# Arthur Stanley Eddington
Sir Arthur Stanley Eddington, OM (Anglia, Kendal, 1882. december 28. – Cambridge 1944. november 22.) brit asztrofizikus. A luminozitás egy természetes határát az ő tiszteletére nevezték el Eddington-határnak. A relativitáselméletről írt munkája tette nevezetessé. 1919-ben írt, „Jelentés a gravitáció relativitáselméletéről” című cikke ismertette meg az angol nyelvű világgal Einstein általános relativitáselméletét (az első világháború miatt a német tudomány fejleményeit kevéssé ismerték Angliában).

## Élete

### Korai évei
Az angliai Kendalban született kvéker szülők fiaként, és a vallást maga is megtartotta. Apja, Arthur Henry Eddington, egy kvéker tanítóképzőben tanított Lancashire-ben, mielőtt Kendalban a Stramongate Iskola igazgatója lett volna. 1884-ben, az Anglián végigsöprő tífuszban halt meg. Anyja, az ugyancsak kvéker vallású Sarah Ann Stout Darlingonban született. Apja halála után Arthurt és nővérét anyjuk egymaga nevelte viszonylag kis jövedelméből. A család Weston-super-Mare-ba költözött, ahol Arthur először otthon tanulhatott, majd három évet egy előkészítő iskolába járt.
1893-ban anyja beíratta a Brymelyn iskolába. Remek tanulónak bizonyult, főleg matematikából és angol irodalomból jeleskedett. Tanulmányi eredményei 60 font ösztöndíjhoz juttatták 1898-ban, és így 16. életévét betöltve még abban az évben bekerülhetett Manchesterben az Owens Főiskolába. A négy évből az elsőt szakirány nélkül töltötte, majd a fizika felé fordult. Jelentősen hatott rá egyik matematikatanára, Horace Lamb. További ösztöndíjakat nyert, és 1902-ben kiváló minősítéssel BSc diplomát szerzett.
Az Owensben mutatott teljesítménye alapján 75 fontos ösztöndíjat ítéltek neki a cambridge-i Trinity College-ba, ahova 1903-ban iratkozott be. Az MSc diplomát 1905-ben kapta meg, és egyből belépett a Cavendish laboratóriumba, ahol a termikus emissziót tanulmányozta. Ez nem ment neki túl jól, ezért egy idő után a matematika felé fordult, de ez sem volt az ő világa.

### Csillagászat
1905-ben elhagyta az egyetemet, hogy a Greenwichi Királyi Obszervatórium királyi csillagászának vezető asszisztense lehessen. 1906-tól az Eros kisbolygó parallaxisát próbálta kiszámítani a fényképlemezek részletes elemzése alapján. Új statisztikai módszert dolgozott ki két háttércsillag látszólagos elmozdulása alapján, és ezzel 1907-ben elnyerte a Smith-díjat.
A díjjal járt egy tanári ösztöndíj is a Trinity College-ba. 1912 decemberében hirtelen meghalt George Darwin (Charles Darwin fia), és helyére 1913 elején Eddingtont léptették elő a csillagászat és a „kísérleti filozófia” professzorának. Még ebben az évben kinevezték a következő évre az egész Cambridge-i Obszervatórium vezetőjévé, és röviddel ezután pedig a Royal Society tagjává választották.
Az első világháborúban be akarták sorozni katonának, de kvéker hitű és pacifista emberként nem volt hajlandó fegyvert fogni, helyette öntudatos szolgálatmegtagadóként alternatív szolgálatot kért. Tudóstársainak nyomására és addigi tudományos eredményeire tekintettel végül felmentették a katonai szolgálat alól.

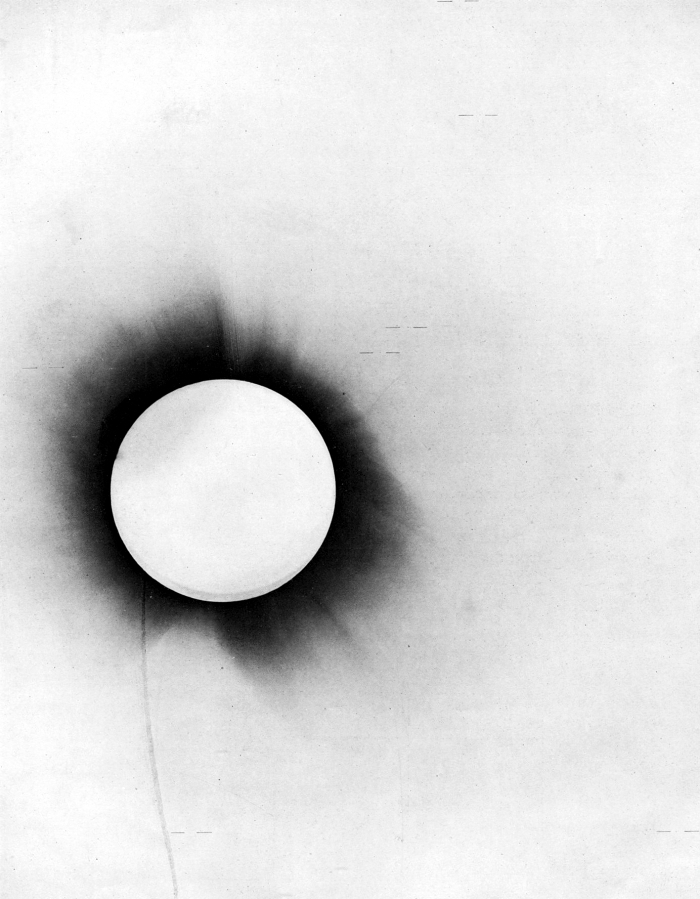
Egy Eddington által készített fénykép negatívja az 1919-es napfogyatkozásról (az 1920-as, sikerét bejelentő tanulmányából)

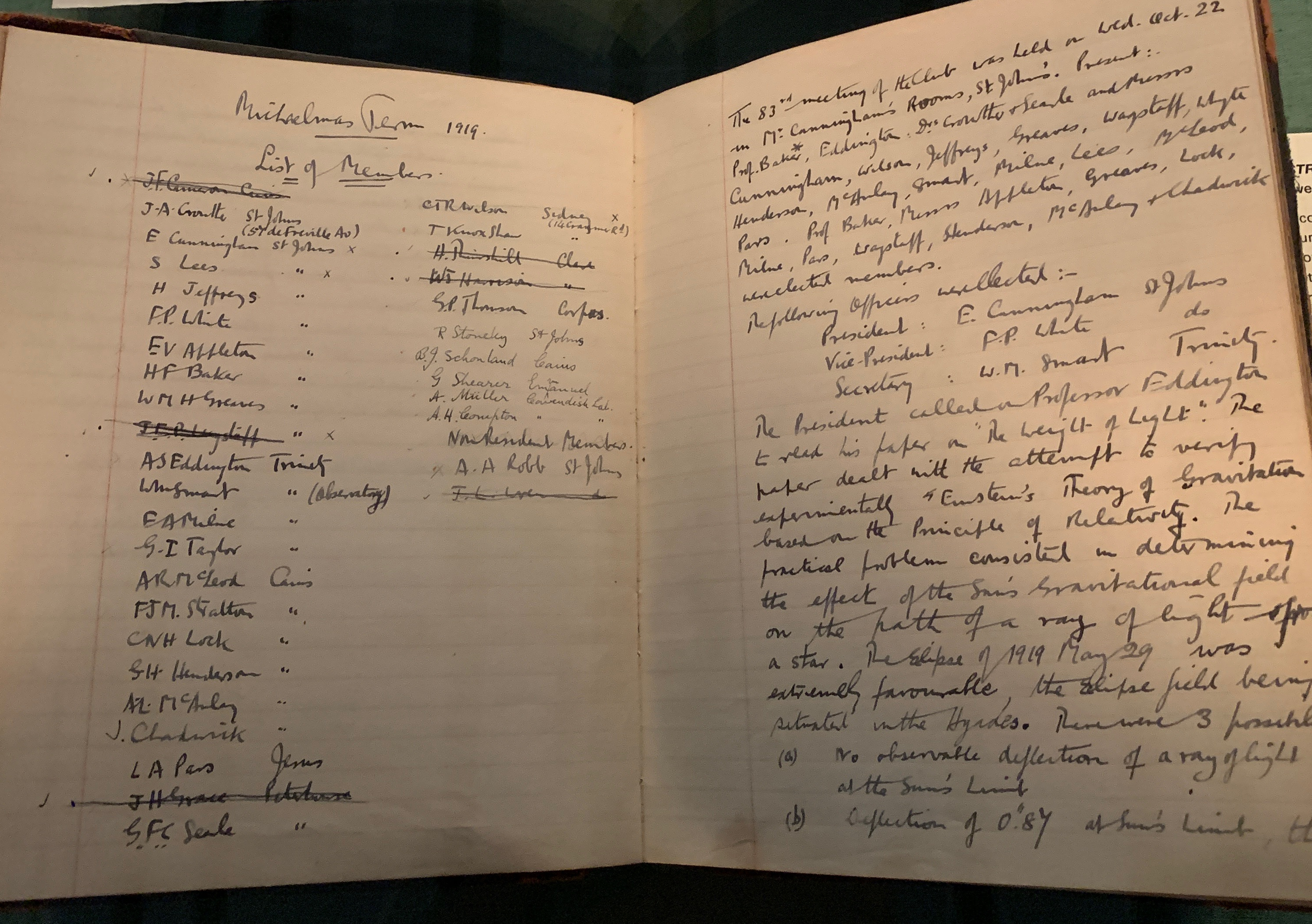

A háború után az Afrikához közeli Príncipe szigetére utazott, hogy megfigyelje az 1919. május 29-i napfogyatkozást, amely alatt képeket készített a Nap körüli csillagokról. Az általános relativitáselmélet szerint a Naphoz közel látszó csillagok képei kissé eltolódnak, mivel fényüket a Nap gravitációs tere elhajlítja. Ez a hatás csak napfogyatkozáskor észlelhető, mert egyébként a Nap fénye kivehetetlenné teszi a közeli csillagokat.
Eddington megfigyelései igazolták Einstein elméletét, és a relativitáselmélet végérvényes diadalaként ünnepelték; a hírt világszerte nagy eseményként közölték.
Egyébként ez egy legenda forrása is, miszerint csak három ember érti a relativitáselméletet. Amikor egy riporter ezzel vezette fel kérdést, Eddington tréfálkozva közbekérdezett: „Ó, és ki a harmadik?”
Néhányan úgy vélték, hogy a nyers adatok nem voltak eléggé bizonyító erejűek, és Eddington önkényesen válogatott közülük, de az ellenőrző vizsgálatok igazolták, hogy az adatokat korrektül értékelték ki.
Az 1920-as években megalkotta a csillagok belsejében lejátszódó folyamatok első igazi modelljét. Úgy vélte, hogy a csillagokat, amelyekben a forróság miatt minden atom csaknem teljesen ionizált állapotban van, gravitációjuk vonzása és gázaik kifelé ható nyomása tartja egyensúlyban. Elmélete szerint a csillagok anyaga ideális gáznak tekinthető, így matematikai modellezése viszonylag egyszerű. Ebből a modellből kiindulva megadta az első becslést a csillagok lehetséges tömegére: úgy vélte, a naptömeg tizedénél kisebb égitestek belseje sosem lesz elég forró — ezek lesznek az úgynevezett barna törpék. A napnál több mint százszor nagyobb gázgömbök belseje viszont — épp ellenkezőleg — úgy felforrósodik, hogy a csillag szétveti önmagát. Ezt a becslést a ténylegesen megfigyelhető kettőscsillagok vizsgálata megerősítette.
Számításai szerint a csillagok valódi fényessége tömegük nagyjából (nem pontosan) negyedik hatványával arányos (ez az összefüggés valójában csak a 0,3–7 naptömeg közötti csillagokra igaz), amiből arra következtetett, hogy a legkülönfélébb csillagok középpontjában ugyanakkora a hőmérséklet. Mára tudjuk azt is, hogy ez a hőmérséklet kb. 15 millió K (Eddington 40 millió K-nel számolt), mert még nem tudta, hogy a csillagok főleg hidrogénből és héliumból állnak).
Ezekkel a feltételezésekkel megmutatta, hogy a csillagok belsejének hőmérséklete több millió fok. Felfedezte a csillagok tömeg–fényesség összefüggését, és a hidrogén mennyiségét kiszámítva kidolgozott egy olyan elméletet, amely megmagyarázza a cefeida típusú változócsillagok pulzálását.
1920-ban Eddington – F. W. Ashton precíz atomtömeg-mérései alapján – valószínűsítette, hogy a csillagok energiájukat hidrogén és hélium fúziójából nyerik. Ez volt az első, a csillagok energiáját magfúzióval magyarázó elképzelés. Ezt az elméletet James Jeans hosszasan vitatta, mert a kor ismereteinek szintjén a fúzióhoz jóval nagyobb hőmérséklet kellett volna, mint amit a csillagok közepében feltételeztek. Néhány tucat millió fokon az akkoriban apró gömböknek képzelt protonok nem elég gyorsak ahhoz, hogy az azonos töltésükből adódó elektromos taszítóerőt legyőzve össze tudjanak ütközni, és utána az erős kölcsönhatásnak nevezett magerő együtt tarthassa őket. A problémát 1928-ban, kvantummechanikai alapokról a fiatal George Gamow oldotta meg az alagúteffektus bevezetésével. Amikor 1938-ban és 1939-ben Hans Bethe bevezette fúzióelméletét, a fenti folyamat természetessé vált és a vita elült.
Ebben az időszakban Eddington a relativitást oktatta, és híres volt azon képességéről, hogy az összefüggéseket tudományos és laikus fogalmakkal is el tudta magyarázni. Sokat ezek közül 1923-ban összegyűjtött A relativitás matematikai elmélete című könyvben, amelyről Albert Einstein úgy nyilatkozott, hogy ez a téma legkiválóbb bemutatása.

### Alapvető elmélet
Az 1920-as évektől haláláig figyelmét az általa „alapvetőnek” nevezett, a kvantumelméletet, a relativitáselméletet és a gravitációt egyesítő elmélet kidolgozására fordította. Kezdetekben hagyományos területeken dolgozott, majd mindinkább az alapvető konstansok dimenziótlan arányának számtani elemzése felé fordult. Kései éveiben, ahogy munkája egyre „öregesebbnek” tűnt, amolyan számkivetett lett a tudományos körökben.
Több alapvető konstanst kombinált egy dimenzió nélküli szám előállítása érdekében, és eredményként gyakran kapott 1040 nagyságrendű számokat, illetve azok négyzet- vagy köbgyökét. Meg volt győződve arról, hogy a proton tömege és az elektron töltése alapvető és természetes alapkövek voltak az univerzum megalkotásakor, és értékük nem véletlenszerű. A későbbi kvantummechanika felfedezői közül P. A. M. Dirac is ezt a vonalat követte, ami róla Dirac-féle nagy számok hipotéziseként vált ismertté.
Egyik állítása az volt hogy az alfa (α) finomszerkezeti állandó, amit abban az időben 1/136-hoz nagyon közelinek mértek, pontosan 1/136 kell legyen több okból is. Később a mérések sokkal közelebb helyezték 1/137-hez, és ekkor eszmefuttatását megváltoztatva azt bizonygatta, hogy az Eddington-számnak pontosan 1/137-nek kell lennie. Innentől a legtöbb tudós nem vette túl komolyan. A változó jelenlegi értékét 1/137,03599911-hez közelinek mérték.
1944-ben meghalt, és könyvét posztumusz adták ki 1946-ban, Alapvető elmélet címen.
Meglehetősen szerencsétlen módon erősen ellenezte Subrahmanyan Chandrasekhar indiai tudós elméletét a csillagok fehér törpe állapotbeli maximális tömegéről, amelynél nagyobb tömegű csillagok magukba omlanak, és neutroncsillag, fekete lyuk (vagy kvarkcsillag) lesz belőlük. Chandrasekhar számítása azonban beigazolódott, és ő 1983-ban el is nyerte vele a Nobel-díjat.

## Kitüntetései
- Bruce-érem (1924)
- Henry Draper-érem (1924)
- Királyi Csillagászati Társaság Aranyérme (1924)
- Royal-érem (1928)
- Knight Bachelor (1930)
- Order of Merit (1938)

## Emlékezete
- Eddington-kráter a Holdon
- 2761 Eddington kisbolygó
- Királyi Csillagászati Társaság Eddington-medálja

## Ismeretterjesztő munkássága
Eddington kiváló tudományos ismeretterjesztő volt, sok könyvet írt a laikusoknak. Szintén neki tulajdonítják a végtelenmajom-elméletet 1929-es idézete után, miszerint „ha egy hadseregnyi majom kalimpálna írógépeken, akkor előbb-utóbb megírnák a British Museum minden könyvét”. (Az anekdota „…megírnák Shakespeare összes művét” változatban is ismert.)

### Eddington könyvei
- 1914. Stellar Movements and the Structure of the Universe. London, Macmillan
- 1920. Space, Time and Gravitation: An Outline of the General Relativity Theory. Cambridge University Press ISBN 0-521-33709-7
- 1923, 1952. The Mathematical Theory of Relativity. Cambridge University Press
- 1926. Stars and Atoms Archiválva 2000. október 13-i dátummal a Wayback Machine-ben. Oxford, British Association
- 1926. The Internal Constitution of Stars. Cambridge University PressISBN 0-521-33708-9
- 1928. Fundamental Theory. Cambridge University Press
- 1929. Science and the Unseen World. Macmillan ISBN 0-8495-1426-6
- 19nn. The Expanding Universe: Astronomy's 'Great Debate', 1900–1931. Cambridge University Press ISBN 0-521-34976-1
- 1928, 1948. The Nature of the Physical World. MacMillan ISBN 0-8414-3885-4
- 1933. The Expanding Universe: Astronomy's 'Great Debate', 1900-1931. Cambridge University Press ISBN 0-521-34976-1
- 1935. New Pathways in Science. Cambridge University Press
- 1936. Relativity Theory of Protons and Electrons. Cambridge University Press
- 1939. Philosophy of Physical Science. Cambridge University Press ISBN 0-7581-2054-0
- 19nn. The Domain of Physical Science
- 1946. Fundamental Theory. Cambridge University Press

### Magyarul
- A természettudomány új útjai; ford. Donhoffer Szilárd; Franklin, Bp., 1936 (A Búvár könyvei sorozat)